# NA-2110
La NA-2110 comunica con la NA-178 los pueblos del Valle de Romanzado en el sector oeste de éste.

## Recorrido
| Denominación | Kilómetro | Salida                      | Carretera                   | Dirección                   |
| ------------ | --------- | --------------------------- | --------------------------- | --------------------------- |
| NA-2110      | 0         |                             | NA-178                      | Lumbier Navascués Pamplona  |
| NA-2110      | 0         | Travesía de Arboniés        | Travesía de Arboniés        | Travesía de Arboniés        |
| NA-2110      | 3         | Travesía de Murillo-Berroya | Travesía de Murillo-Berroya | Travesía de Murillo-Berroya |
| NA-2110      | 3         |                             | NA-2152                     | Aoiz/Agoitz Egües Pamplona  |

- Datos: Q12264062